# Адольф Віклюнд
Адольф Віклюнд (швед. Adolf Wiklund; 5 липня 1879 Сеффле, Вермланд, Швеція — 2 квітня 1950, Стокгольм, Швеція) — шведський композитор та диригент.

## Життєпис
Батько Адольфа був органістом. Коли Віклюнд закінчив Королівську вищу музичну школу у Стокгольмі як органіст і вчитель музики, він був нагороджений стипендією на навчання гри на фортепіано у Швеції та потім у Парижі. Його дебют як сольного піаніста відбувся у 1902, де він грав власну Концертну п'єсу до мажор, тв. 1.
Після 1911 він працював переважно як диригент. Він диригував Шведським королівським оркестром із 1911 до 1924, був директором Королівської опери у 1923 та до 1938 головним диригентом Концертної Спільноти Стокгольму.
Твори Віклюнда є романтичними та націоналістичними по стилю. Більш пізні його твори мають вплив імпресіонізму. Хоча він не написав багато творів, проте вони відіграли важливу роль у шведській музиці. Його творчий доробок включає два фортепіанні концерти, симфонічну поему «Sommarnatt och soluppgång» («Літня ніч і схід сонця»), симфонію та скрипкову сонату.